# رئوس مطالب اسپانیا

مکان اسپانیا

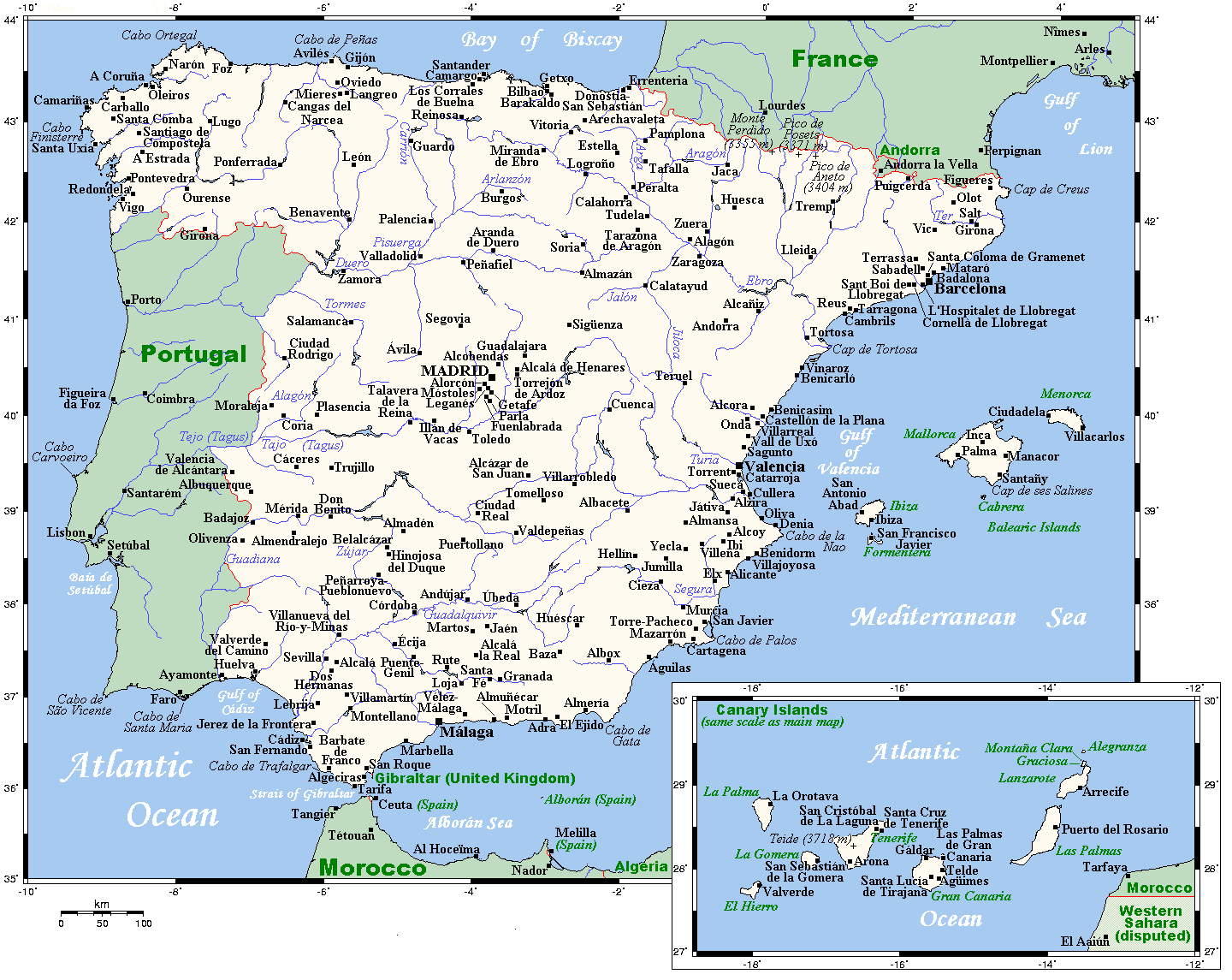
نقشه قابل ارتقا از پادشاهی اسپانیا

طرح زیر به عنوان یک مرور کلی و راهنمای موضوعی برای اسپانیا ارائه شده‌است:
اسپانیا – کشور مستقل واقع در شبه جزیره ایبری در جنوب غربی اروپاست. قلمرو اسپانیا همچنین شامل جزایر بالئاریک در مدیترانه، جزایر قناری در اقیانوس اطلس در سواحل آفریقا، سه جزیره عالی در آفریقای شمالی، سئوتا، ملیلا و پئون د ولز د لا گومرا است که با مراکش هم‌مرز است و جزایر و پونز (صخره‌ها) از البران، چافاریناس، آلوچماس و پرجیل را شامل می‌شود. اسپانیا یک دموکراسی است که در قالب یک دولت پارلمانی تحت پادشاهی مشروطه سازمان یافته‌است. این کشور توسعه یافته سیزدهمین اقتصاد بزرگ در جهان است. این کشور عضو اتحادیه اروپا، سازمان ملل، ناتو، OECD , WTO و بسیاری دیگر از سازمان‌های بین‌المللی است.